# Aplikace pro univerzální platformu Windows
Aplikace pro univerzální platformu Windows (UWP aplikace, Windows aplikace, anglicky Universal Windows Platform apps,
původně Windows Store apps a Metro-style apps)
jsou v informatice aplikace, které mohou být použity na všech kompatibilních Microsoft Windows zařízeních (Windows 8, Windows 10, Xbox One, HoloLens a Windows IoT). UWP aplikace používají návrhový jazyk Microsoft design language (MDL) a Univerzální platformu Windows (UWP). Uživatelé mohou UWP aplikace primárně získat a nakupovat z Microsoft Store,
kde jsou distribuovány ve formátu balíčku APPX (nahradil formát XAP).

## Definice
Od Windows 10 jsou UWP aplikace nazývány „Windows aplikace“. Pokud splní specifikace Microsoftu a jsou nainstalovány z Microsoft Store, jedná se o „Trusted Windows Store app“. Ostatní aplikace běžící na desktopovém počítači jsou „desktopové aplikace“.

## Bezpečnost
UWP aplikace běží po spuštění v sandboxu a nemohou volně přistupovat ke všem zdrojům v počítači (jako mohou běžné aplikace na základě uživatelských oprávnění a UAC). UWP aplikace potřebují oprávnění, aby mohly přistupovat k hardwarovým zařízením (např. webkamera, mikrofon) a mohou přistupovat pouze k souborům v adresáři Moje Dokumenty (adresář Dokumenty v domácím adresáři přihlášeného uživatele). Firma Microsoft může tyto aplikace na dálku z počítače uživatele odstranit, pokud aplikace poruší podmínky obchodu Windows Store tím, že naruší soukromí nebo bezpečnost uživatele. Tím se liší od starších modelů aplikací používajících Windows Presentation Foundation (WPF) nebo Windows Forms (WinForms), které v systému omezeny nejsou.